# Пливање на Летњим олимпијским играма 2024 — 200 м леђно за жене
Трке на 200 метара леђним стилом за жене на Летњим олимпијским играма 2024. одржале су се 1. августа (квалификације и полуфинале) и 2. августа (финале) на базену Дефанс арене у Паризу. Трка на 200 метара леђним стилом за жене је по 15. пут била део званичног олимпијског програма од њеног званичног дебија на ЛОИ 1968. године. 
За трке у овој дисциплини било је пријављено 27 такмичарки из 18 земаља. Титулу олимпијске првакиње освојила је Аустралијанка Кејли Макјуон која је у финалној трци испливала и време новог олимпијског рекорда од 2:03.73 секунде. Сребро је освојила Реган Смит из Сједињених Држава, док је бронза припала Канађанки Кајли Мас.

## Освајачи медаља
|                     | Резултат   |                  | Резултат |                 | Резултат |
|                     |            |                  |          |                 |          |
| Кејли Макјуон (AUS) | 2:03.73 ОР | Реган Смит (USA) | 2:04.76  | Кајли Мас (CAN) | 2:05.57  |

## Званични рекорди
Пре почетка такмичења, званични рекорди у овој дисциплини су били следећи:
|                      | Име                 | Резултат | Место               | Датум           |
| -------------------- | ------------------- | -------- | ------------------- | --------------- |
| Светски рекорд СР    | Кејли Макјуон (АУС) | 2:03.14  | Сиднеј (Аустралија) | 10. март 2023.  |
| Олимпијски рекорд ОР | Миси Френклин (САД) | 2:04.06  | Лондон (Енглеска)   | 3. август 2012. |

Током такмичења су постигнути следећи рекорди:
| Датум     | Трка   | Пливачица     | Држава     | Резултат | Рекорд |
| --------- | ------ | ------------- | ---------- | -------- | ------ |
| 2. август | Финале | Кејли Макјуон | Аустралија | 2:03.73  | ОР     |

## Квалификационе норме
Квалификациона норма за учешће у овој дисциплини износила је 2:10.39 и све такмичарке које су испливали трку у том времену на неком од званичних такмичења у периоду између 1. марта 2023. и 23. јуна 2024, стекле су право да учествују на Играма у Паризу. У случају да довољан број пливача нема испливану квалификациону норму, следећи параметар је било селекционо време од 2:11.04. Свака од земаља је имала право да учествује са по максимално два такмичара по дисциплини, под условом да оба такмичара имају испливану квалификациону норму. Одређен број учесничких квота је попуњен на основу специјалних позивница земљама које немају квалификованих спортиста у пливању.

## Резултати квалификација
Квалификационе трке у дисциплини 200 метара леђно за жене су пливане 1. августа у јутарњем делу програма, са почетком од 11.00 часова по локалном времену (UTC+2). У квалификацијама је учествовало 27 пливачица из 18 земаља, пливало се у 4 квалификационе групе, а директан пласман у полуфинале остварило је 16 пливачица са најбољим резултатима.
| Пласман | Трка | Стаза | Пливачица            | НОК                       | Резултат | Нап. |
| ------- | ---- | ----- | -------------------- | ------------------------- | -------- | ---- |
| 1       | 3    | 5     | Пенг Сјувеј          | Кина                      | 2:08.29  | КВ   |
| 2       | 2    | 4     | Кајли Мас            | Канада                    | 2:08.54  | КВ   |
| 3       | 4    | 4     | Кејли Макјуон        | Аустралија                | 2:08.89  | КВ   |
| 4       | 4    | 5     | Фиби Бејкон          | Сједињене Америчке Државе | 2:09.00  | КВ   |
| 5       | 2    | 3     | Хони Осрин           | Уједињено Краљевство      | 2:09.57  | КВ   |
| 6       | 3    | 4     | Реган Смит           | Сједињене Америчке Државе | 2:09.61  | КВ   |
| 7       | 3    | 7     | Анастасија Шкурдај   | Независни учесници        | 2:09.64  | КВ   |
| 8       | 4    | 6     | Ема Теребо           | Француска                 | 2:09.66  | КВ   |
| 9       | 2    | 6     | Естер Сабо Фелтоти   | Мађарска                  | 2:09.72  | КВ   |
| 10      | 4    | 8     | Ли Еунђи             | Јужна Кореја              | 2:09.88  | КВ   |
| 11      | 4    | 3     | Кети Шенехен         | Уједињено Краљевство      | 2:09.92  | КВ   |
| 12      | 4    | 2     | Кармен Вејлер        | Шпанија                   | 2:10.09  | КВ   |
| 13      | 3    | 6     | Анастасија Горбенко  | Израел                    | 2:10.29  | КВ   |
| 14      | 4    | 1     | Полин Маје           | Француска                 | 2:10.30  | КВ   |
| 15      | 2    | 7     | Африка Заморано      | Шпанија                   | 2:10.40  | КВ   |
| 16      | 4    | 7     | Дора Молнар          | Мађарска                  | 2:10.51  | КВ   |
| 17      | 2    | 5     | Жаклин Барклеј       | Аустралија                | 2:10.53  |      |
| 18      | 2    | 1     | Авив Барзелај        | Израел                    | 2:10.71  |      |
| 19      | 3    | 2     | Камила Ребело        | Португалија               | 2:11.26  |      |
| 20      | 3    | 3     | Маргерита Панцијера  | Италија                   | 2:11.60  |      |
| 21      | 2    | 8     | Габријела Георгијева | Бугарска                  | 2:12.15  |      |
| 22      | 3    | 1     | Реган Ратвел         | Канада                    | 2:12.21  |      |
| 23      | 1    | 5     | Татјана Салкуцан     | Молдавија                 | 2:13.20  |      |
| 24      | 3    | 8     | Адела Пискорска      | Пољска                    | 2:13.39  |      |
| 25      | 2    | 2     | Лаура Бернат         | Пољска                    | 2:14.57  |      |
| 26      | 1    | 4     | Синди Чеунг          | Хонгконг                  | 2:17.32  |      |
| 27      | 1    | 3     | Аништа Тилак         | Маурицијус                | 2:18.67  |      |

## Резултати полуфинала
Полуфиналне трке су пливане 1. августа у вечерњем делу програма, са почетком од 21.19 часова. Осам првопласираних такмичарки је изборило пласман у финале.
| Пласман | Трка | Стаза | Пливачица           | НОК                       | Резултат | Нап. |
| ------- | ---- | ----- | ------------------- | ------------------------- | -------- | ---- |
| 1       | 1    | 5     | Фиби Бејкон         | Сједињене Америчке Државе | 2:07.32  | КВ   |
| 2       | 2    | 5     | Кејли Макјуон       | Аустралија                | 2:07.57  | КВ   |
| 3       | 2    | 3     | Хони Осрин          | Уједињено Краљевство      | 2:07.84  | КВ   |
| 4       | 2    | 4     | Пенг Сјувеј         | Кина                      | 2:07.86  | КВ   |
| 5       | 1    | 4     | Кајли Мас           | Канада                    | 2:07.92  | КВ   |
| 6       | 1    | 3     | Реган Смит          | Сједињене Америчке Државе | 2:08.14  | КВ   |
| 7       | 2    | 7     | Кети Шенехен        | Уједињено Краљевство      | 2:08.52  | КВ   |
| 8       | 2    | 6     | Анастасија Шкурдај  | Независни учесници        | 2:08.79  | КВ   |
| 9       | 1    | 6     | Ема Теребо          | Француска                 | 2:09.38  |      |
| 10      | 2    | 2     | Естер Сабо Фелтоти  | Мађарска                  | 2:09.41  |      |
| 11      | 1    | 1     | Полин Маје          | Француска                 | 2:09.56  |      |
| 12      | 1    | 8     | Дора Молнар         | Мађарска                  | 2:09.83  |      |
| 13      | 1    | 7     | Кармен Вејлер       | Шпанија                   | 2:09.99  |      |
| 14      | 2    | 8     | Африка Заморано     | Шпанија                   | 2:10.63  |      |
| 15      | 1    | 2     | Ли Еунђи            | Јужна Кореја              | 2:11.86  |      |
| 16      | 2    | 1     | Анастасија Горбенко | Израел                    | 2:11.96  |      |

## Финале
Финална трка је пливана 2. августа у вечерњем делу програма, са почетком од 20.37 часова по локалном времену.
| Пласман | Стаза | Пливачица          | НОК                       | Резултат | Нап. |
| ------- | ----- | ------------------ | ------------------------- | -------- | ---- |
|         | 5     | Кејли Макјуон      | Аустралија                | 2:03.73  | ОР   |
| 2       | 7     | Реган Смит         | Сједињене Америчке Државе | 2:04.26  |      |
| 3       | 2     | Кајли Мас          | Канада                    | 2:05.57  |      |
| 4       | 4     | Фиби Бејкон        | Сједињене Америчке Државе | 2:05.61  |      |
| 5       | 1     | Кети Шенехен       | Уједињено Краљевство      | 2:07.53  |      |
| 6       | 6     | Пенг Сјувеј        | Кина                      | 2:07.96  |      |
| 7       | 3     | Хони Осрин         | Уједињено Краљевство      | 2:08.16  |      |
| 8       | 8     | Анастасија Шкурдај | Независни учесници        | 2:10.23  |      |